# Edmonton (Kanada)

Edmonton panorámája

Edmonton a kanadai Alberta tartomány székhelye. Az Északi-Saskatchewan-folyó partján, a tartomány középső részén fekszik 671 méteres magasságban, ahol a préri kiváló mezőgazdasági adottságú területei találhatók. A 2016-os népszámlálás adatai szerint 899 447 volt a népessége Calgary után Alberta második legnépesebb városa.  Vonzáskörzetével együtt 1 363 300 lakost számláltak össze 2015-ben, ezzel Észak-Amerika legészakibb 1 millió fős lakosságot is meghaladó agglomerációja.

## Sportélete
| Csapat            | Sport           | Bajnokság                        | Aréna                |
| ----------------- | --------------- | -------------------------------- | -------------------- |
| Edmonton Elks     | kanadai futball | Canadian Football League         | Commonwealth Stadium |
| Edmonton Stingers | kosárlabda      | Canadian Elite Basketball League | Edmonton Expo Centre |
| Edmonton Oilers   | jégkorong       | National Hockey League           | Rogers Place         |
| FC Edmonton       | labdarúgás      | Canadian Premier League          | Clarke Stadium       |

## Fordítás
- Ez a szócikk részben vagy egészben  az   Edmonton című angol Wikipédia-szócikk ezen változatának fordításán alapul.  Az eredeti cikk szerkesztőit annak laptörténete sorolja fel. Ez a jelzés csupán a megfogalmazás eredetét és a szerzői jogokat jelzi, nem szolgál a cikkben szereplő információk forrásmegjelöléseként.